# Kolvattnet
Kolvattnet är en sjö i Strömsunds kommun i Ångermanland och ingår i Ångermanälvens huvudavrinningsområde. Sjön har en area på 0,272 kvadratkilometer och ligger 230,9 meter över havet.

## Delavrinningsområde
Kolvattnet ingår i det delavrinningsområde (708002-151029) som SMHI kallar för Inloppet i Lill-Hyssjön. Medelhöjden är 267 meter över havet och ytan är 4,87 kvadratkilometer. Räknas de 6 avrinningsområdena uppströms in blir den ackumulerade arean 115,96 kvadratkilometer. Regasjöån (Hössjöån) som avvattnar avrinningsområdet har biflödesordning 4, vilket innebär att vattnet flödar genom totalt 4 vattendrag innan det når havet efter 153 kilometer. Avrinningsområdet består mestadels av skog (76 procent) och sankmarker (18 procent). Avrinningsområdet har 0,27 kvadratkilometer vattenytor vilket ger det en sjöprocent på 5,6 procent.